# Araiostegia hymenophylloides
Araiostegia hymenophylloides là một loài dương xỉ trong họ Davalliaceae. Loài này được Blume Copel. mô tả khoa học đầu tiên năm 1927.